# لاديسلاف هوديك
لاديسلاف هوديك (بالسلوفاكية: Ladislav Hudec)‏ هو لاعب كرة قدم ومدرب كرة قدم سلوفاكي في مركز الوسط، ولد في 4 يناير 1957 في براتيسلافا في سلوفاكيا. لعب مع إنتر براتيسلافا ونادي بيترزالكا.